# 2071
Năm 2071. Trong lịch Gregory, nó sẽ là năm thứ 2071 của Công nguyên hay của Anno Domini; năm thứ 71 của thiên niên kỷ thứ 3 và của thế kỷ 21; và năm thứ hai của thập niên 2070.